# Southern Hockey League

Logo der Southern Hockey League

Die Southern Hockey League war eine US-Profiliga im Eishockey, die zwischen 1973 und 1977 existierte.

## Geschichte
Die Southern Hockey League wurde 1973 als professionelle Minor League gegründet. Neben der North American Hockey League nahm sie die Mannschaften der im selben Jahr aufgelösten Eastern Hockey League auf. Der Spielbetrieb startete mit sechs Franchises und wurde zur Mitte der Saison 1976/77 am 31. Januar 1977 mit sieben Teams vorzeitig beendet.

### Teams
| Team                      | Jahre     | Spielzeiten | Stadt                         |
| ------------------------- | --------- | ----------- | ----------------------------- |
| Baltimore Clippers        | 1976–1977 | 1           | Baltimore, Maryland           |
| Charlotte Checkers        | 1973–1977 | 4           | Charlotte, North Carolina     |
| Greensboro Generals       | 1973–1977 | 4           | Greensboro, North Carolina    |
| Hampton Gulls             | 1974–1977 | 3           | Hampton, Virginia             |
| Macon Whoopees            | 1973–1974 | 1           | Macon, Georgia                |
| Richmond Wildcats         | 1976–1977 | 1           | Richmond, Virginia            |
| Roanoke Valley Rebels     | 1973–1976 | 4           | Roanoke, Virginia             |
| Suncoast Suns             | 1973–1974 | 1           | Saint Petersburg, Florida     |
| Tidewater Sharks          | 1975–1977 | 2           | Norfolk, Virginia             |
| Winston-Salem Polar Twins | 1973–1977 | 4           | Winston-Salem, North Carolina |

### Meister
Playoffs
- 1974 – Roanoke Valley Rebels
- 1975 – Charlotte Checkers
- 1976 – Charlotte Checkers

Reguläre Saison
- 1974 – Roanoke Valley Rebels
- 1975 – Charlotte Checkers
- 1976 – Charlotte Checkers